# صحوة إسلامية

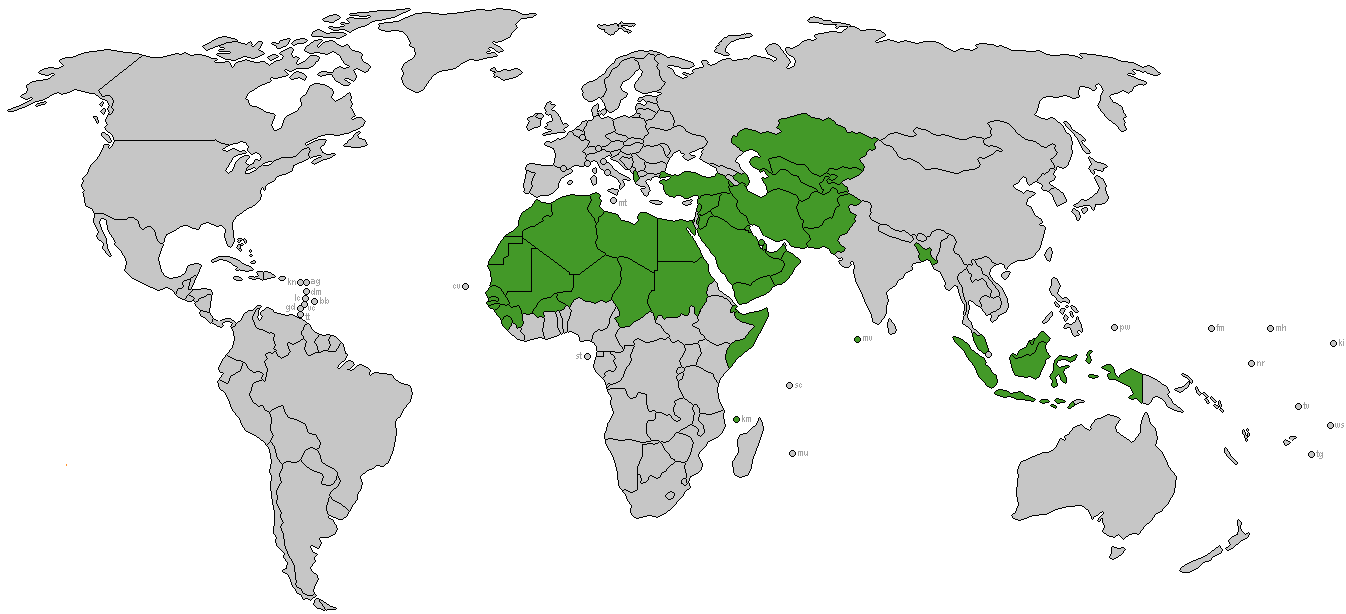
الدول ذات الاغلبية المسلمة

الصحوة الإسلامية أو الصحوة هو مصطلح يشير إلى عودة المسلمين للإسلام بعد بعدهم عنه وإلتزامهم بتطبيق شريعته في حياتهم ومجتمعاتهم. أشهر صحوة في التاريخ الحديث بدأت تقريبا في عام 1970م، وتتجلى في التقوى الدينية واعتماد الثقافة الإسلامية كاللباس، المصطلحات، والفصل بين الجنسين، والتعبير والرقابة على وسائل الإعلام، والالتزام بالقيم والأخلاق من منظور الدين الإسلامي. كثيراً ما ترتبط الصحوة مع الحركة الإسلامية السياسية تحديداً دون الكثير من المجالات والتيار الإسلامي وغيرها من أشكال إعادة الأسلمة، في حين تمت صحوة أخرى اعتمدت العنف والتسلح منهجاً لها رافقه بعض التطرف الديني والهجوم على المدنيين والأهداف العسكرية من قبل الإسلاميين مثل تيار السلفية الجهادية.

## النشأة
يشار لبعث الصحوة الإسلامية عادة إلى جمال الدين الأفغاني - الذي يعد واحدأ من المصلحين المسلمين الأكثر تأثيراً في القرن التاسع عشر - الذي زار الكثير من البلدان الإسلامية والذي عاونه في بعث الصحوة الإسلامية تلميذه ورفيقه محمد عبده الذي وصف بالشخصية الأكثر تأثيراً في بدايات الحركة السلفية. كما أنشأ حسن البنا في عام 1928 جماعة الإخوان المسلمين التي تعتبر أول كتلة إسلامية منظمة والتي لا تزال تعتبر أكبر جماعة إسلامية في العالم والأكثر نفوذاً. كما تشمل لائحة باعثين الصحوة الإسلامية ومفكريها ونشطائها على يد الشيخ محمد رشيد رضا وسيد قطب الذي يعد أبرز من وضع معالم الصحوة الإسلامية لتعود المجتمعات للالتزام بالإسلام مرة أخرى بعد أن أبتعدت عن الإسلام.
وفي جنوب آسيا عزز مفكرون تجديديون ورجال دولة مثل سيد أحمد خان ومحمد إقبال ومحمد علي جناح نظرية القومية الدينية الثنائية في شبه الجزيرة الهندية والعصبة الإسلامية في الهند، الأمر الذي أدى إلى تأسيس الجمهورية الإسلامية الحديثة الأولى: باكستان. كما يعد أبو الاعلي المودودي من دعاة الصحوة وباعثيها وهو زعيم ومن مؤسسي الجماعة الإسلامية في جنوب آسيا والتي تعد اليوم أحد أكبر الأحزاب الإسلامية في شبه القارة الهندية التي تشمل أربع دول: باكستان والهند وبنغلادش وسريلانكا على الرغم من أن هذه الأحزاب ليس لها صلة تنظيمية فيما بينها. وكان من أهم الأحداث المساعدة للصحوة الإسلامية: أزمة الطاقة في سبعينات القرن الماضي التي أدت إلى تشكيل منظمة الدول المصدرة للنفط (أوبك) الذي قام به الملك فيصل بن عبد العزيز، والحدث الثاني هو عودة الخميني إلى إيران في عام 1979 وتأسيسه للدولة الإسلامية ذات الأصول الشيعية والحدث الثالث هو حادثة الحرم المكي المعروفة بحادثة جهيمان.